# Agilolfingen
De Agilolfingen vormden een vorstenhuis dat in de achtste eeuw een min of meer onafhankelijk  hertogdom Beieren regeerde. Hun residentie was de stad Regensburg aan de Donau.
De oorsprong van het geslacht ligt in Austrasië, waar ene Chrodoald rond 624 in een geschil met de Karolingen Pepijn en Arnulf verwikkeld raakte en uiteindelijk op last van koning Dagobert gedood werd. Zijn nakomelingen zouden als hertogen van Beieren een belangrijke rol spelen in de latere geschiedenis van het Frankenrijk.

## Hertogen
Een andere tak van  Agilolfingen heerste met tussenpozen tussen 616 en 712 over Lombardije (Italië)
- Gundoald, hertog van Asti, zoon van Garibald I van Beieren
- Theodelinda, dochter van Garibald I van Beieren, koningin van de Lombarden
- Adaloald, zoon van Agilulf en Theodelinda, koning van de Lombarden van 616 tot 626
- Gundiberga, dochter van Agilulf en Theodelinda, huwde met koning Arioald
- Aripert I, zoon van Gundoald, koning van de Lombarden 653–661
- Godepert, oudste zoon van Aripert, koning van de Lombarden 661–662 tezamen met
- Berthari, jongere zoon van Aripert, koning van de Lombarden 661–662 en 672–688
- Cunincpert, zoon van Berthari, koning van de Lombarden 688–700
- Liutpert, zoon van Cunincpert, koning van de Lombarden 700–701
- Raginpert, zoon van Godepert, koning van de Lombarden 701
- Aripert II, zoon van Raginpert, koning van de Lombarden 701–712